# Gałowo (województwo wielkopolskie)
Gałowo – wieś w Polsce, położona w województwie wielkopolskim, w powiecie szamotulskim, w gminie Szamotuły.

## Położenie i podział
Wieś sołecka, położona 2 km na południowy zachód od centrum Szamotuł, blisko granicy miasta, przy trasie drogi wojewódzkiej nr 187.
| SIMC    | Nazwa          | Rodzaj    |
| ------- | -------------- | --------- |
| 0595743 | Gałowo-Majątek | część wsi |

W latach 1975–1998 wieś administracyjnie należała do województwa poznańskiego.

## Historia
Miejscowość pierwotnie była związana z Wielkopolską. Istnieje co najmniej od drugiej połowy XIV wieku i ma średniowieczną metrykę. Po raz pierwszy w źródłach historycznych wieś odnotowana została w łacińskim dokumencie z 1382 gdzie zapisano ją pod nazwą "Gyllewo", 1384 (wg zachowanej kopii z XV wieku) "Galowo", 1403 "Galowo", 1563 "Gallowo", 1580 "Gałowo".
Prawdopodobnie okolice miejscowości były zasiedlone jednak już wcześniej niż odnotowały to zachowane zapisy historyczne. W wyniku badań archeologicznych wśród okolicznych łąk na południowy-wschód od wsi odkryto na wzniesieniu ułamki naczyń glinianych wiązanych z istnieniem prawdopodobnej osady o nie ustalonej chronologii, datowanej wstępnie na XII-XIII wiek. Na morenowym wzgórzu wśród błotnistych łąk, 800 metrów na południe od Szamotuł oraz 200 metrów na zachód od rzeki Samy, pomiędzy rzeką a szosą do Buku istniało również grodzisko zwane "Osówka", które po 1973 zniszczone zostało przez budowę osadników ściekowych dla lokalnej cukrowni. Na jego miejscu istniał otoczony fosą i wałem gród z drugiej połowy XIV w. i pierwszej połowa XV wieku.
Początkowo wieś była własnością szlachecką należącą do wielkopolskiej szlachty z rodu Świdwów Szamotulskich herbu Nałęcz, którzy od nazwy Szamotuły przyjęli odmiejscowe nazwisko, a później także do Łąckich. W 1469 miejscowość leżała w powiecie poznańskim województwa poznańskiego w Koronie Królestwa Polskiego. W 1460 i 1580 odnotowana została w parafii św. Stanisława w Szamotułach.
Pierwszy zapis odnotowujący wieś pochodzi z 1382 kiedy to możni oraz szlachta wielkopolska przyrzekała wierność tej córce zmarłego króla polskiego Ludwika Węgierskiego, która im będzie wyznaczona na króla Polski. Wśród składających to przyrzeczenie odnotowano także kasztelana nakielskiego Sędziwója, który przywiesił do średniowiecznego dokumentu swą pieczęć z herbu Nałęcz oraz łacińskim napisem otokowym "S. Sandovogii de Gyllewo". W drugiej połowie XIV wieku odnotowane zostało "fortalicjum" pod Gałowem należące do kasztelana nakielksiego Sędziwoja Świdwy z Szamotuł. W 1384 w czasie zamieszek jakie nastąpiły po zgonie króla polskiego Ludwika Węgierskiego kasztelan nakielski Sędziwój Świdwa z Szamotuł wypadł ze swego fortalicjum pod Gałowem i napadł na gości zgromadzonych w Przecławiu, zabijając Janusza z Obornik oraz rabując mienie tam obecnych, także kobiet. Przebywając pod Gałowem nie mógł jednak przeszkodzić staroście generalnemu Wielkopolski, który pustoszył i palił wsie jego stronników wokół Kaźmierza oraz Szamotuł.
W 1403 wspomniany został Tach włodarz z Gałowa. W 1406 odnotowany został właściciel wsi Dobrogost z Szamotuł. W 1460 Jan Młodszy Świdwa z Szamotuł sprzedał bractwu kapłanów dekanatu obornickiego w Szamotułach jedną grzywnę czynszu rocznego monety obiegowej na trzech kmieciach swej części Gałowa za 12 grzywien półgroszy z zastrzeżeniem prawa wykupu, a włodarz Maciej i kmieć Stefan przyjmując ten czynsz, poddali się karom kościelnym w razie zaległości.
W 1469 Jan Starszy Świdwa ze swojej części miasta Szamotuły oraz połówek dziedzin, a w tym m.in. Gałowa, został pozwany przez Jana syna zmarłego Wincentego Sierakowskiego o 100 grzywien półgroszy, które [na Szamotułach] miał zapisane Wincenty ojciec Jana Sierakowskiego. W latach 1481-1496 właścicielem we wsi był wojewoda poznański Andrzej Szamotulski. W 1481 pozwany został z połowy miasta Szamotuły wraz z połówkami przyległych wsi, a w tym m.in. z Gałowa, przez sędziego poznańskiego Marcina z Będlewa z powodu poręczenia przezeń za prepozyta włocławskiego Piotra z Pniew oraz Wincentego z Pniew. W 1496 Andrzej Szamotulski dał córce Katarzynie połowę miasta Szamotuły wraz z wsiami, a w tym m.in. z połową Gałowa, dopóki nie wypłaci jej przyszłemu mężowi 2000 grzywien w ramach posagu. W 1511 Katarzyna córka zmarłego Andrzeja z Szamotuł oraz żona kasztelana poznańskiego oraz starosty wielkopolskiego Łukasza Górki dała mężowi połowę miasta Szamotuły wraz z wsiami, a w tym m.in. z połową Gałowa. W 1512 król polski Zygmunt I Stary zezwolił Łukaszowi Górce, aby zapisał żonie Katarzynie z Szamotuł dożywocie na połowie miasta Szamotuły wraz z przyległymi wsiami, a w tym m.in. na Gałowie.
Miejscowość odnotowały także historyczne rejestry podatkowe dzięki, którym znamy stosunki własnościowe we wsi. W 1469 wieś znalazła się w wykazie zaległości podatkowych. W 1508 miałmiejsce pobór z Gałowa. Z części wojewody poznańskiego Andrzeja Szamotulskiego pobrano podatki z 4 łanów, z części Świdwy Szamotulskiego natomiast od 5 łanów. W 1510 pobór odbył się z części Andrzeja Szamotulskiego od 4 łanów. W 1563 miał miejsce pobór z części kasztelana biechowskiego Jana Szamotulskiego z 4 łanów, z części wojewody kaliskiego Łukasza Górki od 8 łanów. W 1577 płatnikami poboru byli Mikołaj Łącki, a z innej części Jan Świdwa Szamotulski. W 1580 z części Jana Świdwy pobrano podatki od 4 łanów, 5 zagrodników, trzech komorników, kolonisty (łac. "colonus") najemnego pracownika od jednego pługa.  Karczmarz z kawałkiem roli zapłacił 4 grosze. Z części należącej do Jakuba Rokossowskiego, prawdobnie męża Zofii Szamotulskiej (chociaż według innych autorów jej mężem był Jan Rokossowski) pobrano podatki od 5 łanów. Jeden komornik zapłacił 8 groszy, a kolejny 2 grosze. Cztery łany we wsi były opuszczone, a karczmarz z kawałkiem roli zapłacił 6 groszy.
Wieś szlachecka położona była w 1580 roku w powiecie poznańskim województwa poznańskiego w Rzeczypospolitej Obojga Narodów. Wskutek II rozbioru Polski w 1793, miejscowość przeszła pod władanie Prus i jak cała Wielkopolska znalazła się w zaborze pruskim..
W latach 1820–1852 znajdowała się tu pierwsza w Wielkopolsce, a zarazem w Polsce, cukrownia przerabiająca buraki z własnych plantacji. Produktem końcowym był cukier w formie bochenków chleba, który wozami dostarczano do Poznania. Zmiana koniunktury na cukier spowodowała zamknięcie fabryki. Założycielem i właścicielem cukrowni był Józef hr. Mycielski (1801-1885), który należał do pionierów racjonalnej gospodarki. Zakładał sady owocowe i ogrody warzywne, rozwijał przemysł rolny. Brał udział w powstaniu listopadowym 1830-1831.
W 1910 r. Ludwika Mycielska z Gałowa podarowała ozdobną szafę z szamotulskimi strojami ludowymi do przyszłych Zbiorów Ludoznawczych im. Heleny i Wiesławy Cichowicz w Poznaniu. W 1926 r. u ówczesnych właścicieli Gałowa - Zofii i Michała Mycielskich - gościł artysta malarz Wojciech Kossak (1856-1942), tworząc tutaj ich portret pośród stada koni. W rękach Mycielskich majątek Gałowo pozostał do 1939 r. (545 ha i gorzelnia).

## Zabytki
- Pałac w Gałowie[12] w stylu neoklasycystycznym powstał około 1910 r. poprzez rozbudowę dworu z pierwszej połowy XIX w. Piętrowa, dziewięcioosiowa budowla posiada na osi półkolisty ganek, wsparty na kolumnach. W odnowionym w 1986 r. pałacu (I nagroda Ministra Kultury i Sztuki) znajduje się obecnie siedziba Przedsiębiorstwa Rolniczo-Handlowego "Gałopol" sp. z o.o. (dawniej Kombinat PGR założony w 1967 r.). Pozostałość po zabudowaniach folwarcznych stanowi obora z 1894 r. Obok pałacu rozciąga się park krajobrazowy z XIX w. o pow. 16,37 ha - z wielogatunkowym zadrzewieniem, złożonym z dębów, topoli, grabów, wiązów, osik, modrzewi, sosen wejmutek i wielu gatunków krzewów. Niektóre drzewa osiągnęły pomnikowe wymiary, np. topola czarna o obw. 550 cm, dęby szypułkowe o obw. 380 cm i 355 cm, klon srebrzysty o obw. 325 cm. W parku znajdują się 4 stawy rybne[13].